# La leyenda de Spyro: la fuerza del dragón
La leyenda de Spyro: La fuerza del dragón (en inglés: The Legend of Spyro: Dawn of the Dragon) es un videojuego de acción, aventura y plataforma desarrollado por Étranges Libellules para PlayStation 3, Xbox 360, Wii y Nintendo DS. Publicado en 2008, este es el tercer y último juego de la trilogía «La leyenda de Spyro».
El juego comienza tres años después de los acontecimientos en La Leyenda de Spyro: La Noche Eterna. Spyro se despierta junto a Cynder en una cripta de la que deberán escapar con la ayuda de Cazador. Él les explicará que Malefor (conocido como «Maestro Oscuro») ha regresado y ha puesto en marcha un plan para destruir el mundo. De esta forma, Spyro, junto con sus aliados Cynder y Cazador, deberán realizar una serie de misiones con el fin de derrotar a Malefor y salvar el mundo.
Las principales novedades en el juego son la capacidad de cambiar de Spyro a Cynder en cualquier momento del juego y la capacidad volar a grandes distancias en los escenarios.  
Se incluyeron por primera vez secuencias quick time en distintas zonas del juego, además de nuevas habilidades en el sistema de combate, como por ejemplo agarrar a un enemigo y golpearlo varias veces contra el suelo. También, es añadido por primera vez en la trilogía un modo cooperativo.

## Voces
| Personaje    | Original inglés                                          | Doblaje español   |
| ------------ | -------------------------------------------------------- | ----------------- |
| Spyro        | Elijah Wood                                              | Óscar Muñoz       |
| Cynder       | Christina Ricci                                          | Inma Gallego      |
| Sparx        | Wayne Brady                                              | David Robles      |
| Ignitus      | Gary Oldman                                              | Pere Molina       |
| El Cronista  | Martin Jarvis                                            | Jesús Ferrer      |
| Hunter       | Blair Underwood                                          | Eduardo Gutiérrez |
| Prado        | Fred Tatasciore                                          | Carl Fernández    |
| Ermitaño     | Kevin Michael Richardson                                 | Gary Martinez     |
| Jefe Prowlus | Kevin Michael Richardson                                 | Oneiver Johnson   |
| Terrador     | Kevin Michael Richardson                                 | Pedro Tena        |
| Volteer      | Corey Burton                                             | Juan Rueda        |
| Cyril        | Jeff Bennett                                             | Paco Guerro       |
| Mason        | Corey Burton                                             |                   |
| Malefor      | Mark Hamill                                              | Tomás Rubio       |
| Altre voci   | Corey Burton, Jeff Bennett, Chris Wilson, Michael Graham |                   |